# Inga auristellae
Inga auristellae är en ärtväxtart som beskrevs av Hermann August Theodor Harms. Inga auristellae ingår i släktet Inga och familjen ärtväxter. IUCN kategoriserar arten globalt som livskraftig. Inga underarter finns listade i Catalogue of Life.